# Pseudoclimaciella rubida
Pseudoclimaciella rubida is een insect uit de familie van de Mantispidae, die tot de orde netvleugeligen (Neuroptera) behoort. 
Pseudoclimaciella rubida is voor het eerst wetenschappelijk beschreven door Stitz in 1913.